# József Tempfli
József Tempfli (n. 9 aprilie 1931, Cenaloș, județul Satu-Mare (interbelic) - d. 25 mai 2016, Oradea) a fost un cleric romano-catolic, episcop al Diecezei Romano-Catolice de Oradea între 1990-2009. Din 2009 până la data morții sale a fost episcop emerit de Oradea Mare.

## Biografie
József Tempfli s-a născut la data de 9 aprilie 1931 în satul Cenaloș, azi Urziceni. A efectuat studii la Liceul "Sfântul Ladislau" din Oradea și apoi a absolvit Institutul Teologic Romano-Catolic de grad universitar din Alba Iulia. A fost hirotonit apoi ca preot romano-catolic pentru Dieceza Romano-Catolică de Oradea la 31 mai 1962 de către episcopul Áron Márton de Alba Iulia. Pr. József Tempfli a îndeplinit începând din 27 iunie 1982 funcția de abate al Mănăstirii de la Sâniob. 
La 18 octombrie 1982 Sfântul Scaun a decis din nou separarea episcopiilor de Oradea și Satu Mare, fapt realizat oficial la 31 mai 1983, la Alba Iulia, în prezența reprezentanților celor două episcopii. După decembrie 1989, noile autorități au permis funcționarea în fapt a episcopiilor catolice, printre care și cea de Oradea. 
La 14 martie 1990, abatele de Sâniob, József Tempfli, a fost numit de către Sf. Scaun ca al 81-lea episcop romano-catolic de Oradea Mare (Gran Varadino). A fost consacrat ca episcop romano-catolic la 26 aprilie 1990 de către cardinalul maghiar Dr. László Paskai, arhiepiscop de Esztergom-Budapesta, asistat de către episcopul Endre Gyulay de Szeged-Csanád (Ungaria) și de episcopul Lajos Bálint de Alba Iulia. 
După anul 1990 și-au reluat activitatea și ordinele religioase. În toamna anului 1990 a început pregătirea profesorilor de religie, iar în septembrie 1991 a fost redeschis Liceul romano-catolic "Sfântul Ladislau" din Oradea. 
În anul 1999, pe baza Ordonanței de Guvern nr. 83/1998, privind restituirea imobilelor către minoritățile naționale, Episcopia Romano-Catolică i-au fost restituite clădirile în care funcționau Spitalul de Boli Infecțioase, birourile Spitalului Județean și Direcției de Sănătate Publică, precum și Ambulanța, cu tot ce se afla în curtea interioară a acestor instituții, arhiva și laboratorul de medicină nucleară. Peste trei ani, după apariția legii 501/2001, care abroga limitarea la maximum zece a numărului de imobile care puteau fi retrocedate fiecărei eparhii, episcopia solicitat restituirea clădirii situate în strada Republicii nr. 35, în care funcționează Ambulatorul Spitalului Clinic Județean, cunoscut sub denumirea Policlinica Mare. 
În anul 1997 episcopia a solicitat constatarea nulității absolute a actului de donație prin care Palatul Baroc a intrat în "folosința veșnică" a Statului Român, act semnat la notar de ordinariul episcopal Francisc Belteki în anul 1963. Episcopia a motivat că respectiva donație, determinată în acea vreme de lipsa fondurilor necesare întreținerii Palatului, nu a fost "expresia liberei voințe" a prelatului. În iulie 2004 Înalta Curte de Casație și Justiție de la București a redat în mod irevocabil dreptul de proprietate asupra Palatului Episcopal din Oradea pe care, la vremea respectivă, în anul 1963, statul român l-ar fi luat prin constrângere. 
PS József Tempfli s-a afirmat ca un lider important al comunității maghiare din România. Episcopul Tempfli a subliniat importanța unității națiunii maghiare și a opinat că participarea și sprijinirea U.D.M.R. în alegerile generale și prezidențiale de la 28 noiembrie 2004 sunt la fel de importante ca răspunsul „DA” la referendumul din 5 decembrie 2004 din Ungaria. 
Episcopul József Tempfli a participat la consacrarea ca episcopi a lui Pál Reizer ca episcop de Satu Mare (1 mai 1990), a lui Nándor Bosák - episcop de Debrecen-Nyíregyháza (15 iunie 1993) și a lui Jenö Schönberger ca episcop de Satu Mare (21 iunie 2003).
József Tempfli a decedat la data de 25 mai 2016 la Oradea.